# Heterolys
Heterolys eller heterolytisk fission är ett förlopp vid vilket en kovalent kemisk bindning bryts på sådant sätt att bindningens båda elektroner förs till det ena av de bildade fragmenten. Vid heterolys sönderfaller en neutral molekyl i två motsatt laddade partiklar, en katjon och en anjon.
Vid heterolys av t. ex. väteklorid (saltsyra) bildas en proton och en kloridjon.
Motsatsen till heterolys är homolys, där det bildas två neutrala fragment med en ensam bindningselektron, s. k. fria radikaler
H:Cl → H· + ·Cl
Inom biologin avser heterolys en apoptos inducerad av hydrolytiska enzymer från omgivande, vanligen inflammatoriska, celler. Autolys är apoptos i en cell av dess egna enzymer.